# Callopistria doleschalli
Callopistria doleschalli är en fjärilsart som beskrevs av Felder 1874. Callopistria doleschalli ingår i släktet Callopistria och familjen nattflyn. Inga underarter finns listade i Catalogue of Life.